# Tankred (opera)
Tankred (wł. Tancredi) – opera seria w dwóch aktach. Libretto napisał Gaetano Rossi, a muzykę skomponował w 1813 roku Gioacchino Rossini.

## Libretto
Libretto Gaetano Rossiego zostało oparte na tragedii Woltera pod tym samym tytułem, nie należących do szczególnych osiągnięć francuskiego pisarza. Wokół historycznej postaci księcia Tarentu i jednego z przywódców I krucjaty Wolter osnuł swobodną fantazję literacką inspirowaną epizodami z Jerozolimy wyzwolonej Tassa. tytułowy Tankred jest rycerzem bez skazy, bohaterskim obrońcą sycylijskich Syrakuz i honoru swej ukochanej Amenaidy, niesłusznie posądzonej o konszachty z nieprzyjacielem. U Woltera Tankred po zwycięskiej walce z Solamirem, wodzem Saracenów, ciężko ranny umiera na oczach zrozpaczonej Amenaidy. Idąc za oczekiwaniami publiczności operowej librecista zmienił zakończenie: po odparciu Saracenów, wśród cieszących się odzyskanym pokojem Syrakuzańczyków, Tankred poślubia Amenaidę.

## Powodzenie opery
Tankred został wystawiony 6 lutego w weneckim Teatro La Fenice, zaledwie w tydzień po nieudanej premierze Signor Bruschino. Premiera miała przebieg pechowy. Z powodu niedyspozycji dwóch wykonawczyń głównych ról: Adelajdy Malanotte (Tankred) i Elisabetty Manfredini (Amenaida) przedstawienie przerwano w połowie II aktu. To samo powtórzyło się nazajutrz i dopiero trzecie przedstawienie szczęśliwie sięgnęło końca. Opera została przyjęta życzliwie. Wystawiono ja 15 razy. Wyraźnie Tankred miał powodzenie, choć trudno mówić o tryumfie.
Wystawiając po raz kolejny operę, tym razem w Ferrarze, w kilka tygodni później, Rossini postanowił uzgodnić zakończenie opery z pierwowzorem literackim. Napisał więc nowy finał, w którym Tankred umiera na scenie. Innowacja ta nie spotkała się z życzliwym przyjęciem i w kolejnych przedstawieniach powrócono do wersji pierwotnej. Pod wpływem gorącego przyjęcia Tankreda w Ferrarze, a potem w innych teatrach włoskich, przekonali się do sztuki również Wenecjanie. Tankred zdobył wówczas tak wielką popularność, że jego melodie śpiewano zarówno w arystokratycznych salonach, jak i w gondolach, a Stendhal napisał, że gdyby nawet do Wenecji przybył wówczas Napoleon, nie zwrócono by na niego większej uwagi, tak bardzo wszyscy zajęci byli Tankredem.
W krótkim czasie opera opanowała sceny wszystkich głównych teatrów europejskich, wszędzie przyjmowana z ogromnym entuzjazmem. Była pierwszym dziełem Rossiniego wystawionym w Polsce (w 1818 roku w Teatrze Narodowym w Warszawie). Najsławniejsze śpiewaczki epoki: Henriette Sontag, Pauline Viardot-Garcia, Fanny Persiani podbijały publiczność rolami w Tankredzie, a Giuditta Pasta, jedna z najwybitniejszych sopranistek dramatycznych święciła tryumfy w roli tytułowej. Aż do lat 60. XIX wieku Tankred stanowił żelazną pozycję w repertuarze operowym.

## Osoby

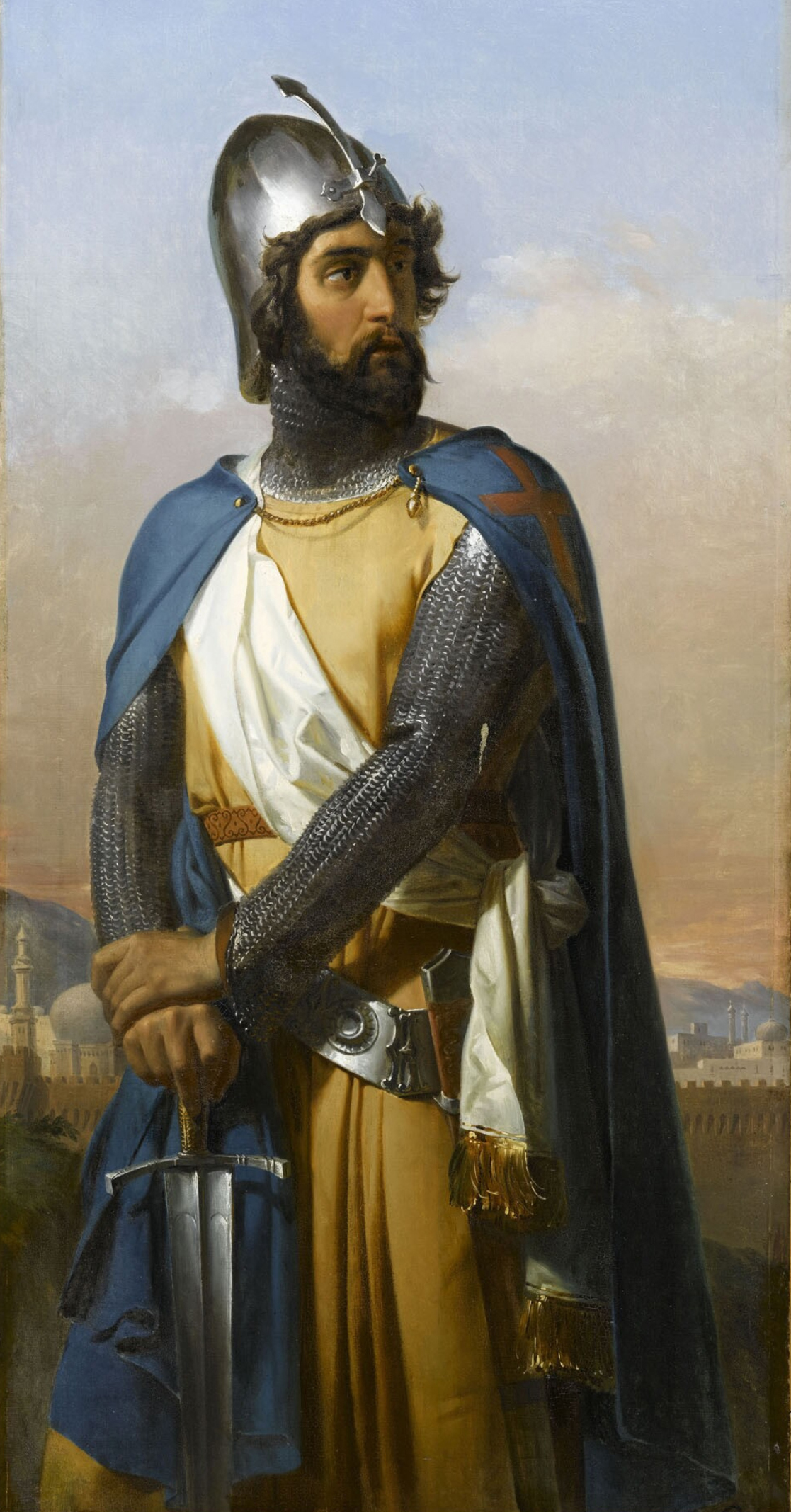
Tankred, książę Tarentu

- Argirio - król Syrakuz i rycerz (tenor)
- Tankred - rycerz i syn dawnego emigranta z Syrakuz (kontralt)
- Amenaida - córka Argiria (sopran)
- Izaura - służąca Amenaidy (mezzosopran)
- Orbazzano - Król Sycylii i rycerz (bas)
- Roggiero - dworzanin i przyjaciel Tankreda (mezzosopran)

## Treść

### Akt I
Z powodu zagrażającego Syrakuzom najazdu Saracenów pod wodzą Solimara, Argirio zawiera przymierze ze swym odwiecznym wrogiem Obrazzanem. Rękojmią przymierza ma być ślub córki Argiria, Amenaidy z Obrazzanem. Amenaida jest zakochana w Tankredzie, który dawno temu został skazany na wygnanie z Syrakuz w wyniku oskarżenia Obrazzana. Amenaida pisze do Tankreda list z prośbą, by powrócił do Syrakuz i pomógł jej uciec z miasta. W liście z ostrożności nie ujawnia jednak imienia ukochanego. List nie dociera do adresata
Tymczasem Tankred incognito przybywa do Syrakuz, wierząc w miłość Amenaidy, chce prosić jej ojca o rękę ukochanej. Argirio chce sfinalizować ślub córki ze sprzymierzeńcem, Amenaida sprzeciwia się jednak oddaniu swej ręki Obrazzanowi. Ten urażony ujawnia list, który przechwycili jego słudzy i oskarża dziewczynę o konszachty z nieprzyjacielem, zarzucając jej, że napisała list do Solimara. Amenaida milczy nie chcąc narazić Tankreda. Opuszczona przez ojca zostaje skazana na śmierć i uwięziona. Nawet Tankred jest przekonany o jej winie.

### Akt II
Argirio jest rozdarty pomiędzy miłością do córki a poczuciem obowiązku. Tymczasem pojawia się tajemniczy rycerz (Tankred), który w obronie czci Amenaidy wyzywa na Sąd Boży Obrazzana. Obrazzano ginie w pojedynku, Amenaida zostaje uwolniona od podejrzeń. Przekonany o jej niewierności Tankred idzie jednak szukać śmierci za murami miasta, któremu zagrażają Saracenowie Solimara. Argirio i możni Syrakuzańczycy śledzą z murów przebieg bitwy. Do Amenaidy i jej służącej dochodzi tylko szczęk oręża. Bitwa kończy się zwycięstwem. Syrakuzańczycy świętują swoje ocalenie. Umierający Solimar zaświadcza o niewinności Amenaidy. Tankred prosi ukochaną o przebaczenie, po czym oboje padają sobie w ramiona.

## Numery muzyczne
- Owertura / Sinfonia (napisana pierwotnie do opery Kamień probierczy)

Akt pierwszy
- Nr. 1. Introdukcja (Chór, Isaura): „Pace – onore – fede – amore“ (Scena 1)
- Nr. 2. Chór: „Più dolci, e placide spirano l’aure“ (Scena 3)
  - Cavatina (Amenaìde) „Come dolce all’alma mia“ (Scena 3)
- Nr. 3. Recytatyw: „Oh patria! dolce e ingrata patria!“ (Scena 5)
  - Cavatina (Tancredi): „Tu che accendi questo core“ – „Di tanti palpiti“ (Scena 5)
- Nr. 4. Recitativo accompagnato (Argirio): „La morte? / Della patria“ (Scena 7)
  - Aria (Argirio): „Pensa che sei mia figlia“ (Scena 7)
- Nr. 5. Rezitativ: „Oh qual scegliesti“ (Scena 8)
  - Duet (Amenaìde, Tancredi): „L’aura che intorno spiri“ (Scena 8)
- Nr. 6. Chór: „Amori – scendete“ – „Alla gloria, al trionfo, agli allori“ (Scena 10)
- Nr. 7. Recytatyw: „Da chi? – perché…“ (Scena 13)
  - Finał I: „Ciel che lessi! oh tradimento!“ (Scena 13)

Akt drugi
- Nr. 8. Recytatyw: „Oddio! Crudel!“ (Scena 2)
  - Aria (Argirio, Isaura, Chór): „Ah! segnar invano io tento“ (Scena 2)
- Nr. 9. Aria (Isaura): „Tu che i miseri conforti“ (Scena 3)
- Nr. 10. Scena (Amenaìde): „Di mia vita infelice“ (Scena 4)
  - Cavatina (Amenaìde): „No, che il morir non è“ (Scena 4)
- Nr. 11. Recytatyw: „M’abbraccia Argirio“ (Scena 8)
  - Duet (Tancredi, Argirio): „Ah se de’ mali miei“ (Scena 8)
- Nr. 12. Recytatyw: „Gran dio!“ (Scena 10)
  - Aria (Amenaìde): „Giusto dio che umile adoro“ (Scena 10)
- Nr. 13. Chór: „Plaudite, o popoli“ (Scena 12)
- Nr. 14. Recytatyw: „Fier incontro! E che vuoi?“ (Scena 13)
  - Duet (Tancredi, Amenaìde): „Lasciami: – non t’ascolto“ – „Ah sì mora, e cessi omai“ (Scena 13)
- Nr. 15. Aria (Roggiero): „Torni alfin ridente, e bella“ (Scena 15)
- Nr. 16. Scena (Tancredi): „E dove son! Fra quali orror mi guida“ (Scena 16)
  - Cavatina (Tancredi): „Ah! che scordar non so“ (Scena 16)
  - Chór Saracenów: „Regna il terror nella città“ (Scena 16)
- Nr. 17. Finał II: „Tra quei soavi palpiti“(Scena 21)[6].

## Opinie współczesnych Rossiniemu
Tankred należy jeszcze w pełni do stylu opery seria końca XVIII wieku, gdzie piękno dźwięku górowało zdecydowanie nad pierwiastkiem dramatycznym. W czasach Rossiniego dużo większą wagę przywiązywano do klarowności, płynności i melodyjności muzyki niż do wyrazu dramatycznego opery. Goethe w liście do Zeltera z 3 grudnia 1834 roku wyznawał, że nie dostrzegł wcale w Tankredzie pierwiastka bohaterskiego, ale piękną "baśń" miłosną. Artur Schopenhauer w Die Welt als Wille Und Vorstellung (1819) pisał: Jeśli się chce dostosować zbyt ściśle muzykę do tekstu i naginać ją do akcji, zmusza się ją do mówienia obcym jej językiem. Żaden muzyk nie okazał się równie dalekim od tej wady jak Rossini. Podobny pogląd wyraził Hegel w swych pośmiertnie wydanych Lekcjach estetyki (1835): Słuchając z uwagą jego (Rossiniego) melodii zauważa się, że muzyka ta jest bogata w uczucie, przepojona duchem i opanowująca duszę i ciało, pomimo że element charakterystyki, tak drogi niemieckim poglądom na muzykę, jest w niej mało znaczący.

## Opinie potomnych

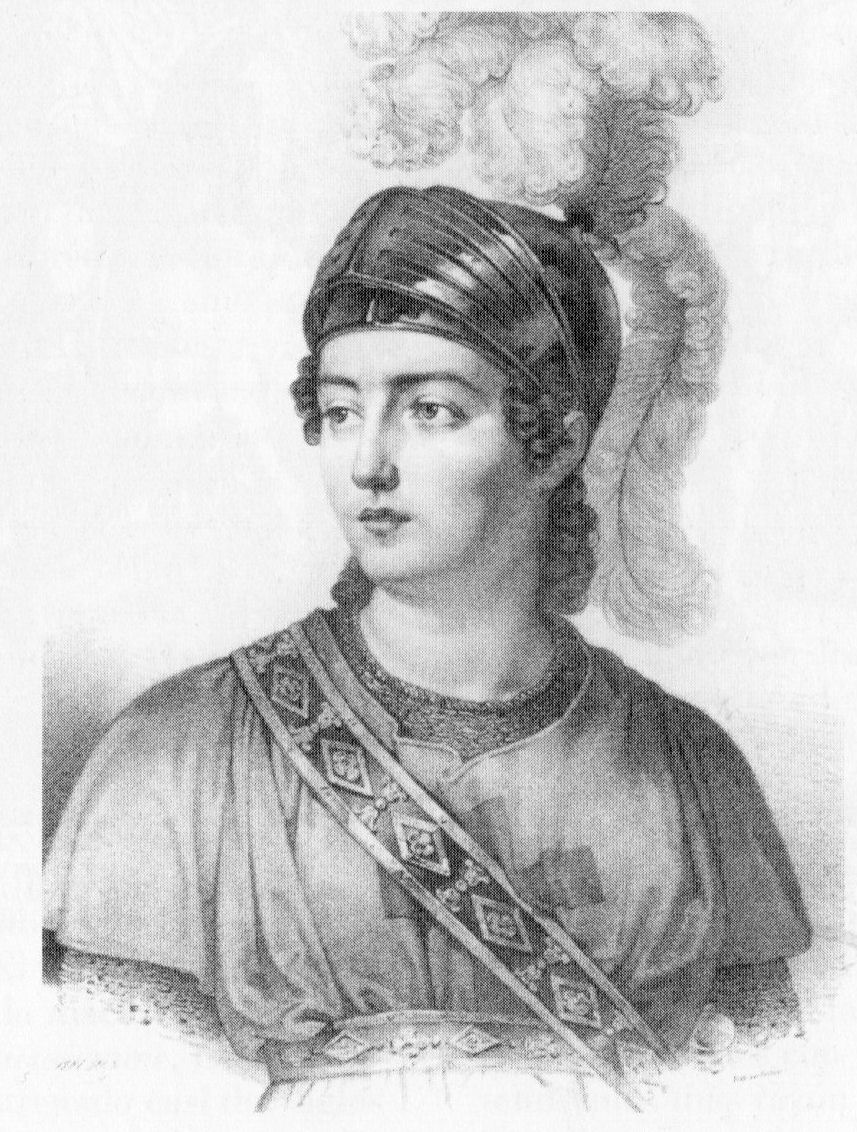
Sopranistka Giuditta Pasta jako Tankred

Dalszy rozwój opery jako gatunku spowodował, że dzisiaj szczególnie razi w Tankredzie właśnie brak współbrzmienia słowa i muzyki, a także bardzo swobodny stosunek kompozytora do prawdy psychologicznej postaci. Opera jest zresztą artystycznie nierówna, obok ustępów niewątpliwie cennych zawiera też partie konwencjonalne i nieciekawe. Tankred nawet jeśli nie jest dziełem rewolucjonizującym operę przynosi niewątpliwie szereg elementów nowych. Nowością na tle ówczesnej twórczości jest bogactwo kolorystyki dźwiękowej, symfoniczne potraktowanie orkiestry i obfitość partii solowych powierzanych poszczególnym instrumentom. W partyturze po raz pierwszy bodaj od czasów Glucka, pojawia się rożek angielski. Poważnie ograniczona została rola recitativo secco. Wiele ustępów urzeka szlachetnością dramatyczną, której próżno by szukać w operach Tankredowi współczesnych.
Chociaż dzieło powstało na zamówienie, a Rossini nie miał wpływu na wybór libretta i jego kształt, temat wyraźnie mu odpowiadał i muzykę do niego pisał z głębokim zaangażowaniem. Być może nie bez wpływu zawartych w tekście inspiracji z Tassa, którego Rossini był szczerym admiratorem od czasów studiów w Liceo Musicale. Z poszczególnych części Tankreda największą popularność zdobyła aria Di tanti palpiti, na temat której Niccolò Paganini napisał słynne wariacje skrzypcowe. Do dzisiaj w repertuarze koncertowym utrzymuje się również, napisana do opery komicznej Kamień probierczy, uwertura do Tankreda.
Świeżość inwencji, oryginalność języka oraz głębia uczucia zapewniają Tankredowi, mimo wad i usterek, wysoką rangę w dorobku Rossiniego. Stendhal, w książce pisanej przed powstaniem Wilhelma Tella, uważa Tankreda za najznakomitszą operę seria Rossiniego. Dzisiejsi autorzy zgodni są co do tego, że muzyka Tankreda stanowi najbardziej sugestywną i płomienną ilustrację uczuć miłosnych, na jaką kiedykolwiek zdobył się Rossini.